# 南郭 (大字)
南郭，原稱南門口，是臺灣彰化縣彰化市的一個地名，位於該市中部偏西。相較於今日行政區，其範圍大致包括萬壽里西南部、富貴里西南部、西興里東南端、西安里、崙平里東北部、彰安里不含西南部凸出部分及東南端、永生里東南端、福安里、成功里北部、中山里不含中山國小一帶地區、龍山里南部邊界地帶、卦山里不含東北端、東興里、華北里、光南里不含西南端及南部邊界地帶、華陽里、介壽里不含彰化縣立體育場一帶地區、桃源里不含東部中段及東南端。

## 歷史
台灣清治末期至日治初期，南郭地區為一街庄，稱為「南門口庄」，隸屬於線東堡。該庄北與彰化街、牛稠仔庄為鄰，東與大竹圍庄為鄰，南邊為白沙坑庄、大埔庄，西邊為西門口庄。
1901年（日治明治三十四年）11月，該庄隸屬於彰化廳。1909年（明治四十二年）10月，改隸屬於臺中廳。1920年（大正九年），該庄改制並改名為「南郭」大字，隸屬於臺中州彰化郡南郭庄。1933年12月，彰化街合併南郭庄、大竹庄，升格成為彰化市。
戰後彰化市隸屬於彰化縣，大字亦改制為里。由於都市化發展，南郭地區西部平原地帶已成為彰化市區的一部分。

## 交通
台鐵縱貫線大致以東北—西南走向經過南郭地區西端，境內雖未設站，但彰化車站即在西北邊不遠處。該站為海線、山線的交會點，屬一等站，各級列車均有停靠。
省道台1線（中山路二段）又稱「縱貫公路」，為台北至屏東楓港的道路，大致以北北東—南南西走向經過本地區西部平原地帶的中央，往北可前往彰化市中心、清水、頭份等地，往南可前往員林、西螺、斗南等地。
省道台19線（中華路、中華西路）又稱「中央公路」，為彰化至台南永康的道路，大致以東北－西南走向經過本地區西部邊界地帶，往東北可前往彰化市中心，往西南可前往溪湖、土庫、北港等地。
縣道139號（東民街、公園路一段／二段、虎崗路）是新港至鹿谷初鄉的道路，大致以西北—東南走向經過本地區，往西北可前往彰化市區、新港，往東南可前往南投、集集、鹿谷等地。

## 學校
- 國立彰化師範大學寶山校區
- 彰化高中
- 彰化高商
- 彰化藝術高中
- 南郭國小
- 平和國小

## 廟宇
- 彰山宮（王爺廟）